# B. F. Dolbin
Benedikt Fred Dolbin, geboren Pollak (geboren am 1. August 1883 in Wien, Österreich-Ungarn; gestorben am 31. März 1971 in New York City) war ein österreichischer Pressezeichner.

## Leben
Dolbin studierte von 1902 bis 1910 an der TH Wien und sammelte daneben künstlerische Erfahrungen im Kabarett Nachtlicht und bei Arnold Schönberg. Von 1910 bis 1920 arbeitete er bei der Baugesellschaft Waagner, Biro & Kurz, was ihn während des Ersten Weltkrieges unabkömmlich stellte. Zugleich betätigte er sich in der Wiener Künstlergruppe Die Bewegung und sammelte erste Erfahrungen als Zeichner (autodidaktisch). Ab 1924 erschienen seinen Zeichnungen in folgenden Zeitungen: Der Wiener Tag, Der Abend, Arbeiter-Zeitung, Illustriertes Wiener Extrablatt, Wiener Allgemeine Zeitung u. a. 1926 übersiedelte er nach Berlin, wo er als Pressezeichner, Kunstkritiker und Buchillustrator arbeitete, darunter für das Berliner Tageblatt, das 8-Uhr-Abendblatt, den Tag, die DAZ, die B.Z. am Mittag, den Berliner Börsen-Courier, den Querschnitt, durch dessen Herausgeber Hermann von Wedderkop er auch in die Illustrierung des Berlin-Bands der Reihe Was nicht im „Baedeker“ steht einbezogen wurde, und Die Literarische Welt. Ab Heft 9 (1926) veröffentlichte Das Tage-Buch unter Aus meinem Panoptikum Porträtkarikaturen B. F. Dolbins. Wegen seiner jüdischen Herkunft wurde Dolbin, der bereits 1912 eine offizielle Namensänderung in Dolbin vornehmen ließ, 1933 aus der Reichspressekammer ausgeschlossen und 1935 mit einem Berufsverbot belegt. 
Nachdem er von 1912 bis 1917 mit der Musikwissenschafterin Else Rethi und von 1918 bis 1931 (Scheidung) mit der Kunsthistorikerin Ninon Ausländer verheiratet war, ehelichte er 1932 die Schauspielerin Ellen Herz. Mit ihr und der 1924 geborenen Stieftochter Marion Sabisch emigrierte er nach seinem Berufsverbot in die USA. Seine Frau musste zunächst die Familie als Hutmacherin ernähren. Dolbin betätigte sich in New York weiterhin als Zeichner für amerikanische, nach dem Zweiten Weltkrieg auch für deutsche Medien. Es gelang ihm jedoch nicht, an seine Erfolge in Deutschland anzuknüpfen.

## Nachlass
- Claudia Bartels (Bearb.): Nachlass Benedikt Fred Dolbin; Findbuch. (PDF; 940 kB) Stadt Dortmund, S. 3, abgerufen am 1. April 2013.